# Mormoops
Mormoops is een geslacht van zoogdieren uit de familie van de plooilipvleermuizen (Mormoopidae). De wetenschappelijke naam van het geslacht werd in 1821 gepubliceerd door William Elford Leach.

## Soorten
Er worden 2 soorten in dit geslacht geplaatst:
- Mormoops blainvillei Leach, 1821
- Mormoops megalophylla Peters, 1865